# Райсемёновское
Райсемёновское — деревня в Серпуховском районе Московской области. В 2006—2018 годах входило в состав Дашковского сельского поселения. Население — 863 чел. (2015).

## География
Расположена на северо-западе района на правом берегу в излучине Нары в девяти километрах от Серпухова, в двух километрах от расположенной южнее деревни Тверитино. На юг от деревни идёт шоссе, проходящее через Тверитино и соединяющее оба насёленных пункта с трассой А 108.

## Население
| 2002 | 2006 | 2010 | 2015 |
| ---- | ---- | ---- | ---- |
| 826  | ↗876 | ↘814 | ↗863 |

## Транспорт
Общественный транспорт: маршрутом № 35 автоколонны № 1790 Мострансавто (отправление из Серпухова 8 раза в день). Также заезжают некоторые рейсы автобуса № 23 Серпухов — Съяново-2

## История
В XVII веке деревней Семёновское владел боярин А. Л. Ордин-Нащокин. На рубеже XVIII и XIX веков гофмаршал А. П. Нащокин создал в Семёновском усадебный ансамбль в стиле классицизма. Во избежание путаницы с Семёновским-Отрадой (имение Орловых) усадьба Нащокиных получила не менее громкое название — «Рай» (про усадьбу см. Рай-Семёновское).
В 1803—1820 годах в деревне была устроена водолечебница (с использованием местных железистых вод). После разорения прежних хозяев в конце века Райсемёновское перешло во владение фабриканта Хутарева, имевшего неподалёку промышленное производство.
В конце XIX века село относилось к Серпуховскому уезду Московской губернии, в нём проживало около 300 человек. В 1994—2006 годах — центр Райсемёновского сельского округа.

## Достопримечательности

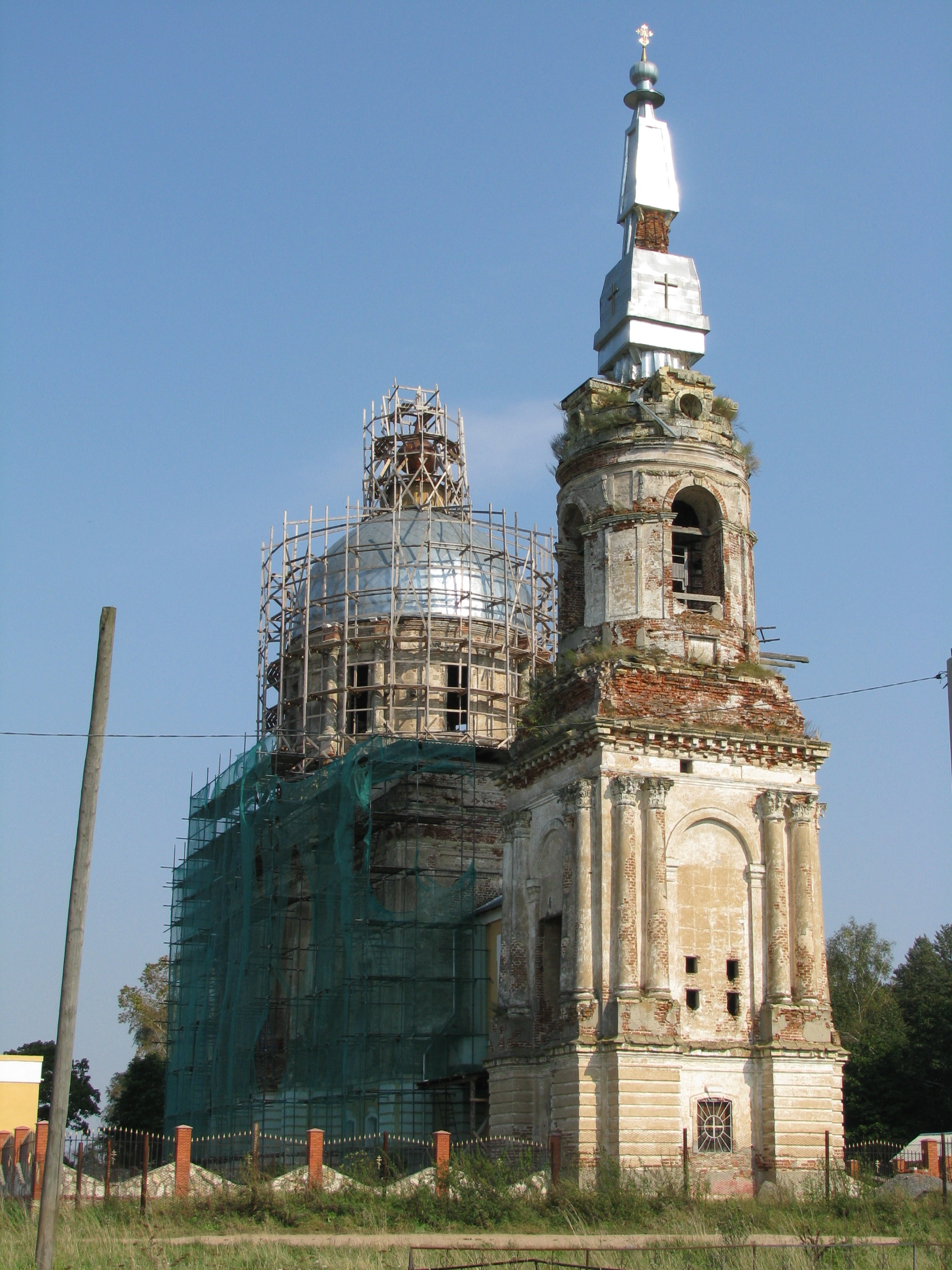
Храм Спаса Нерукотворного Образа в Рай-Семёновском

Райсемёновское известно дворянской усадьбой Рай-Семёновское, включающей в себя:
- усадебный дом конца XVIII века — неоднократно перестроен;
- четыре служебных корпуса, образующих вместе с упомянутым домом двор в форме квадрата;
- храм Спаса Нерукотворного (начало строительства — в 1765 году, завершение — в 1774—1783 годах под руководством М. Ф. Казакова).

В советские годы вотчинный храм, как и усадьба в целом, пришёл в состоянии разрухи; ныне реставрируется.

## Инфраструктура
В Райсемёновском расположена сельская амбулатория, включающая фельдшерско-акушерские пункты, оказывает медицинскую помощь населению 18 деревень сельского поселения Дашковское. С 2014 года в селе работает школа «Абсолют» для детей-сирот с когнитивными нарушениями.